# Alev (Band)
Alev war eine deutsche Rockband aus München.
Alev ist das türkische Wort für Flamme.

## Geschichte
Die Band entstand 2001 infolge eines Zusammentreffens von Alev Lenz mit Patrick Fleischer, der ein Tonstudio besitzt. Patrick war von Alevs Stimme so begeistert, dass er ihr gemeinsame Probeaufnahmen vorschlug. Zusammen mit Martin nahmen sie Sleeping beauty auf und bekamen so einen Verlagsdeal bei BMG.
Nach einigen Umbesetzungen in der Band und einem eigenverlegten Album schloss Alev 2004 einen Plattenvertrag mit S.A.D. Music ab, in dessen Folge das Album We Live in Paradise erschien.
Mitte Oktober 2005 entschied sich Alev Lenz, die Band zu verlassen und sich einer Solokarriere zu widmen. Als ihr Ersatz wurde Alexandra Janzen wurde in die Band aufgenommen.
Im April und Mai 2006 ging die Crew auf eine 18-tägige China-Tour. Sie trat unter anderem beim Midi Modern Music Festival in Peking auf, dem größten Musikfestival Chinas. Gleich anschließend folgte im Mai 2006 die Türkei-Tour, die Stationen dort waren u. a. Istanbul, Ankara und Cappadocia.
Am 23. Mai 2008 erschien das Album ALEV bei Fastball Music/Sony BMG. Im Oktober 2017 hat sich die Band aufgelöst.

## Diskografie

### Alben
- 2004: We Live in Paradise (S.A.D. Music, Hammer Muzik)
- 2008: ALEV (Fastball Music, Hammer Müzik)
- 2011: Black Carousel (Rocking Ape Records)

### Singles & EPs
- 2004: Cause & Effect (S.A.D. Music)
- 2005: If We Ever (S.A.D. Music)